# Карифе
Карифе (итал. Carife) — коммуна в Италии, располагается в регионе Кампания, в провинции Авеллино.
Население составляет 1697 человек, плотность населения составляет 106 чел./км². Занимает площадь 16 км². Почтовый индекс — 83040. Телефонный код — 0827.
Покровителем населённого пункта считается святой Иоанн Креститель. Праздник ежегодно празднуется 24 июня.